# ويلي بوركهارد
ويلي بوركهارد هو ملحن سويسري، ولد في 17 أبريل 1900 في Evilard ‏ في سويسرا، وتوفي في 18 يونيو 1955 في زيورخ في سويسرا.

## وصلات خارجية
- ويلي بوركهارد على موقع الموسوعة البريطانية (الإنجليزية)
- ويلي بوركهارد على موقع ميوزك برينز (الإنجليزية)
- ويلي بوركهارد على موقع أول ميوزيك (الإنجليزية)
- ويلي بوركهارد على موقع ديسكوغز (الإنجليزية)